# Coelorinchus gormani
Coelorinchus gormani és una espècie de peix de la família dels macrúrids i de l'ordre dels gadiformes.

## Morfologia
- Els mascles poden assolir 30 cm de llargària total.[4][5]

## Hàbitat
És un peix marí d'aigües subtropicals que viu entre 200-700 m de fondària, tot i que, normalment, ho fa entre 250-550.

## Distribució geogràfica
Es troba al sud-est d'Austràlia: des del nord de Nova Gal·les del Sud fins a l'est de Victòria i el Mar de Tasmània.